# 满洲农业移民百万户移住计划
满洲农业移民百万户移住计划是日本陆军关东军在1936年5月11日制定的大量从日本向满洲国引入农业殖民的计划，是滿蒙開拓移民的一部分:83。以此计划为主干，广田弘毅内阁制定了《二十年百万户送出计划》，于同年起实施:84。

## 背景
自九一八事变起至满洲国灭亡为止，日本向满洲国的农业移民一直由关东军主导。其满洲农业移民主要分为3个阶段。第1阶段为试验移民期，自1932年至1936年，主要在探索农业移民的可能性；第2阶段为正式移民期，自1936年起至1941年，日本政府以国策的形式大量从日本向满洲殖民；第3阶段为殖民事业崩溃期，自1942年至1945年，日本的殖民计划执行受挫，最终停止。:77,80
1932年1月，关东军统制部的“关于满蒙法制及经济政策咨问会议”中提出以下主张：日本向满洲移民是大和民族的民族膨胀运动，农业移民是必须的。农业移民以贫农家庭的次子、三子为主；考虑农业生产和社会生活的便利性，应采取适宜规模的集团移民的形式；农业移民作为大和民族的一员前往满洲担当重要的任务，为了培养巩固忠君爱国之精神，在国内与满洲应设立移民训练所；国家应设立移民机关管理农业移民事宜。:3
1932至1934年间，移民的来源主要是日本东北地方和甲信越地方的退役军人。当时出现了移民与当地居民的矛盾、移民团内部的矛盾以及多发的私自脱离现象，关东军内部也产生了满洲农业移民不可能论的观点。然而此计划仍然继续：1934年，移民募集地区扩到到全国，次年应征资格也扩大到普通民间人士。1932至1934年间，共移民1,119户、4,217人，而向巴西的移民仅1933年即有23,669人。计算经济利益的话满洲农业移民也不及巴西移民有利。:3,4
试验移民期和正式移民期的分水岭是1936年的二二六事件。此前关东军拟定的殖民计划未获大藏省批准，二二六事件之后，军部在政府的影响力显著增强，而反对殖民计划的大藏大臣高桥是清也已经死于该事件中。关东军和陆军省借此良机制定并推行了向满洲大量殖民的方案，也就是《满洲农业移民百万户移住计划》。:82,83

## 概要

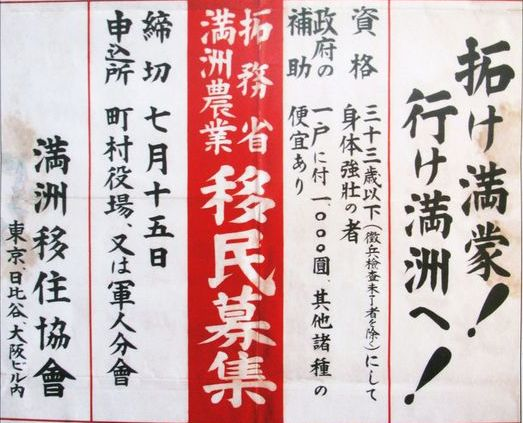
满洲移住协会在东京张贴的招募移民的海报

### 移民规模
关于移民规模，该计划的目标是“派往满洲的内地人移民，应在20年间移民100万户（500万人）”:20。换言之，在1937至1956年间，向满洲输出500万人左右的移民。具体而言，1937年至1941年间移民10万户，1942年至1946年间20万户，1947年至1951年间30万户，1952年至1956年间40万户。:83
1户5人是计算得出的数据。户数方面，当时日本有农业人口560万户，其中拥有土地少于5反（约5000平方米）贫穷佃农有200万户。换言之，本计划的目标是将这200万户佃农中的半数在20年中迁移到满洲。此外，关东军推测在该计划结束的时间点满洲人口将为5000万人，日本农业移民将占其中1成。关东军希望在满洲以这一成的日本人口为核心打造日本式秩序。:83

### 入选移民团的条件
移民要员的基本条件是“日本本土的农村、渔村、山村居民和都市失业者，思想坚定、身体强健”:20。可见本计划也兼顾解决山村贫困和都市失业者问题。:83

### 移民用地的选定
移民在满洲每人应获得的土地为每户10町步（约10万平方米）。所需土地总共1000万町步（约1000万公顷）。计划中这些土地主要位于北满。以北满为中心的理由有以下4条：北满有大量未开垦的土地，能够降低日本政府征购土地的成本；以未开垦的土地为主，可以减少与满洲当地农民的矛盾；北满是抗日民族统一战线游击队的主要活动地区，日本人口入植有助于治安；兼顾对苏战备。:84

### 移民种别
移民分为甲乙两种。甲种直接由政府管理，可以获得较多政府补贴；乙种由民间团体组织，政府补贴较少。二十年计划中前期以甲种移民为主，后期以乙种移民为主:4。甲种移民应配置在重点地区，而乙种移民应配置于较易开垦生活的地区。:22

## 计划的执行

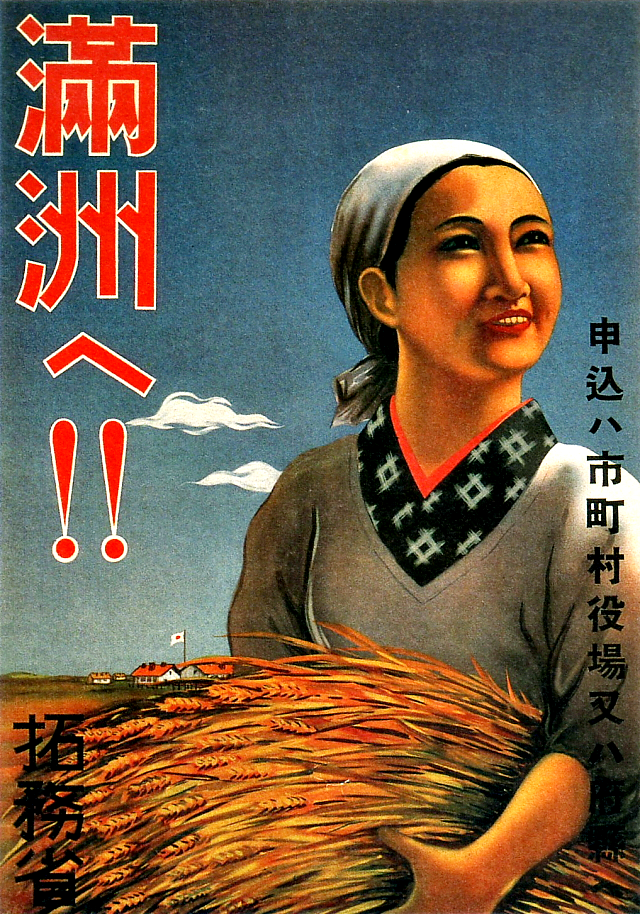
日本拓务省发行的招募移民的海报

### 国策化
该计划为军方提出的计划。1936年8月25日，广田弘毅内阁以该计划为主干，制定了《二十年百万户送出计划》。作为《二十年百万户送出计划》的第1期，分管满洲农业移民事务的拓务省于1937年5月制定了《满洲移民第一期实施计划要项》，作为国策施行。:84
拓务省的满洲农业移民事业与农林省的疲弊农村经济更生运动相结合，形成了“分村移民”政策。该政策自1938年起执行，以町、村为单位，取所有收入有盈余的农户所拥有的土地面积的平均值，算出“适正规模”，即一户为了达到有结余的经济状态所应该拥有的土地面积。再将所在町、村的耕地总面积除以适正规模，得到适正农户数。各村、町应只保留适正数量的农户，多出的部分应作为农业移民发送到满洲。以公式表达，即为：:85
各町村的农户数 － （各町村的耕地总面积 ÷ 适正规模农家的平均耕地面积） = 过剩农户数 = 应向满洲送出的农户数
以分村移民政策为依据，向满洲大量农业移民有了操作的可能性。:85
分村移民的理论依据是农户拥有的土地不足导致了贫困。然而该政策忽视了寄生地主制（地主拥有大量土地，佃农租用土地耕作）是造成农户拥有土地面积少的主要原因。:85

### 农业移民事业的终止
随着1941年末太平洋战争的爆发，由于兵员和军需工厂的劳动力需求，向满洲移民所需的日本国内农业人口极端不足，实际送出的人数骤减。1942至1944年间，由满蒙开拓青少年义勇军组成的“义勇队开拓团”大量出现:6。1945年，日本战败前夕，日本向满洲的农业移民事业已经崩溃。:88,89
1945年8月，苏联向日本宣战，進攻满洲国。关东军放弃农业移民自行撤退。此时在满洲的日本农业滯留移民有22万人，有46,000人死亡，36,000人失踪，34,000人被苏军捕获，加上舊日軍戰鬥俘虜等等都被抓去北方當做苦力，戰後成为約莫六十萬左右的西伯利亚滞留者，由於蘇聯拘留的待遇比較艱苦，後續被運到蘇聯的日本人大量死亡，據稱其中能够返回日本本土的不足半数:215。而其他滞留在中国控制區的日本移民則比較順利，基本上通过葫芦岛日侨大遣返逐回日本。小部分遗留在中国的日本儿童则成为日本遗孤，这些人中的大部分則在1972年中日两国建交后返回日本度過。

## 关联条目
- 二十年百万户送出计划
- 分村移民（日语：分村移民）
- 满蒙开拓青少年义勇军
- 日本开拓团民亡者名录墙
- 东北日本侨俘遣返
- 遗华日侨